# 法蘭基·克羅塞提
法蘭克·彼得·約瑟夫·克羅塞提（英語：Frank Peter Joseph Crosetti, 1910年10月4日—2002年2月11日），綽號「烏鴉」，生涯17年球季皆效力於紐約洋基。若合併教練生涯，他有37年都待在洋基隊的體系中。他以球員加三壘指導教練的身分在洋基隊參與了23次世界大賽，並拿下17座世界大賽冠軍，皆是大聯盟球員之最。

## 早年
克羅塞提生於舊金山，在北灘長大。(北灘在1920到30年代出了很多棒球選手，像是Tony Lazzeri、查理·席爾維拉和迪馬喬兄弟都是北灘人)

## 紐約洋基
1932年，年僅21歲的克羅塞提加入洋基隊，打擊率2成41，5轟，57分打點，在菜鳥年球隊就打進世界大賽。洋基以4勝0敗橫掃小熊。
1936年，克羅塞提打出生涯年，打擊率2成88，15轟，78分打點和137次得分皆為生涯最高，他也因此入選生涯首次明星賽。該年洋基也打入世界大賽，克羅塞提在世界大賽的打擊率為2成69，第三戰，兩隊1比1平手進入到8局下，克羅塞提在2好球無壞球2出局的絕對劣勢下擊出關鍵安打，洋基以2比1贏球。最後洋基以4勝2敗打敗同城對手巨人。
1940年，克羅塞提陷入低潮，他的先發位置也被菲爾·里茲圖取代。雖然里茲圖中途服役，克羅塞提又重回先發，不過里茲圖回來後，克羅塞提的出賽空間又被壓縮。1946年起，克羅塞提擔任球員兼教練，直到1948年卸下球員身分為止。

## 生涯打擊數據
| 出賽次數 | 打席 | 打數 | 得分 | 安打 | 二安 | 三安 | 全壘打 | 打點 | 盜壘 | 保送 | 三振 | 打擊率 | 長打率 | 上壘率 | 觸身球 | 守備率 |
| -------- | ---- | ---- | ---- | ---- | ---- | ---- | ------ | ---- | ---- | ---- | ---- | ------ | ------ | ------ | ------ | ------ |
| 1683     | 7273 | 6277 | 1006 | 1541 | 260  | 65   | 98     | 649  | 113  | 792  | 799  | .245   | .354   | .341   | 114    | .949   |

克羅塞提在世界大賽出賽29場，他的打擊率僅1成74，11分打點，得16分。他在世界大賽唯一一支全壘打是在1938年世界大賽第二戰，面對小熊投手迪齊·汀恩擊出逆轉2分砲。1942年世界大賽第三戰，他因為推了主審一把，被罰了250美元，也在1943年球季被禁賽30場。
在洋基的豪華打線中，克羅塞提的打擊能力不算太出色。但是他的防守能力一流，尤其是他的藏球能力很好。而他也以球員身分拿下8次世界大賽冠軍。

## 教練生涯
1946年，克羅塞提開始擔任球員兼三壘指導教練。1948年，克羅塞提卸下球員身分。並一路在洋基隊擔任壘指當到1968年。1969年，為了能有和家人更多的相處時間，他轉隊至西雅圖飛行員。1970年和1971年，他在明尼蘇達雙城擔任壘指。1971年後退休。
據說他25年擔任三壘指導的期間，見證了16,000名擊出全壘打的球員繞過三壘。

## 逝世
2002年，高齡91歲的克羅塞提於史塔克頓因併發症逝世。他被葬在聖十架墳場。

## 外部連結
- 球員資訊和成績在MLB ，ESPN ，Retrosheet ，Baseball Reference ，Fangraphs ，The Baseball Cube ，Baseball Almanac （英文）